# حي السبعين أزال (صنعاء)

تعديل مصدري - تعديل

 حي السبعين أحد أحياء مديرية السبعين في مدينة صنعاء اليمنية، بلغ عدد سكانه 2050 نسمة حسب التعداد السكاني في اليمن لعام 2004.

## الحارات
| الحارة          | عدد المساكن | عدد الأسر | الذكور | الأناث | الإجمالي |
| --------------- | ----------- | --------- | ------ | ------ | -------- |
| حارة مدرسة ازال | 381         | 367       | 1129   | 921    | 2050     |
| الإجمالي        | 381         | 367       | 1129   | 921    | 2050     |